# نولا
نولا (به لاتین: Nola, Central African Republic) یک شهر در جمهوری آفریقای مرکزی است که در Sangha-Mbaéré واقع شده‌است.

## خصوصیات
نولا  ۴۱٬۴۶۲ نفر جمعیت دارد و ۴۴۲ متر بالاتر از سطح دریا واقع شده‌است.